# Sommer-Paralympics 2016/Teilnehmer (Nicaragua)
| stlisierte Goldmedaille | stlisierte Silbermedaille | stlisierte Bronzemedaille |
| ----------------------- | ------------------------- | ------------------------- |
| —                       | —                         | —                         |

Nicaragua entsendete zu den Paralympischen Sommerspielen 2016 in Rio de Janeiro drei Athleten, zwei Männer und eine Frau.

## Teilnehmer nach Sportart

### Leichtathletik
Frauen:
- Jennifer Osejo (100 Meter T37) – Vorrunde

Männer:
- Gabriel de Jesus Cuadra Holmann (100, 400 und 800 Meter T36) – 140 kg, Platz 5

### Powerlifting
Männer:
- Fernando Acevedo (-72 kg) – Vorrunde